# Gareth Hale
Gareth Irvin Hale (* 15. Januar 1953 in London) ist ein britischer Schauspieler, Komiker und Drehbuchautor.

## Leben
Gareth Hale wuchs in London auf, wo er bis heute lebt. Hale, der nie eine professionelle Schauspielausbildung absolvierte, wirkte als Schauspieler vor der Kamera seit dem Jahr 1982 in bislang mehr als 30 Film-und-Fernsehproduktionen mit. Er tritt in zahlreichen Fernsehshows als Stand-up-Comedian auf.
Einem breiten Publikum bekannt wurde er im Vereinigten Königreich vor allem durch die Sketch-Show Hale and Pace, die er von Oktober 1988 bis zum Dezember 1998 bei dem Sender ITV gemeinsam mit Norman Pace moderierte. Die Sketch-Reihe hatte insgesamt 66 Folgen und beide waren in dieser Zeit ein sehr beliebtes Komikerduo. Darüber hinaus ist Hale auch als Drehbuchautor für Fernsehserien und Comedy-Formate tätig.

## Filmografie (Auswahl)
- 1989: Doctor Who (Fernsehserie, 1 Folge)
- 2015: The Royals (Fernsehserie)
- 2017: Father Brown (Fernsehserie, 1 Folge)